# لازاروس روتا
لازاروس روتا (باليونانية: Λάζαρος Ρότα)‏ هو لاعب كرة قدم يوناني في مركز الدفاع، ولد في 23 أغسطس 1998 في ألبانيا. لعب مع MFK Zemplín Michalovce ‏.

## وصلات خارجية
- لازاروس روتا على موقع الاتحاد الأوربي (الإنجليزية)
- لازاروس روتا على موقع قاعدة بيانات كرة القدم.إي يو (الإنجليزية)
- لازاروس روتا على موقع ناشيونال فوتبول تيمز (الإنجليزية)
- لازاروس روتا على موقع Soccerway.com (الإنجليزية)
- لازاروس روتا على موقع عالم كرة القدم.نت (الإنجليزية)